# Шесть дней Москвы
Шесть дней Москвы (англ. Six Days of Moscow) — трековая 6-дневная велогонка, проходившая в Москве (Россия) с 1991 по 2003 год.
Проводилась на олимпийском велотреке «Крылатское».

## Призёры
| Год  | Победитель                      | Второй                               | Третий                        |
| ---- | ------------------------------- | ------------------------------------ | ----------------------------- |
| 1991 | Марат Ганеев Константин Храбцов | Пьеранджело Бинколетто Йенс Веггербю | Дэнни Кларк Тони Дойл         |
| 2002 | Марти Нотстейн Райан Олкерс     | Франко Марвулли Александр Ашбах      | Франк Корверс Лауренцо Лапаге |
| 2003 | Франко Марвулли Александр Ашбах | Роберт Слиппенс Дэнни Стам           | Марко Вилла Алексей Шмидт     |